# Jasmin Bieri
Jasmin Bieri (* 1. März 1986 in Luzern) ist eine Schweizer Volleyballspielerin.
Bieri ist in Ebikon aufgewachsen und 1,58 m gross. Ende der 1990er-Jahre begann sie beim VBC Ebikon mit dem Volleyballspielen. Nachdem Max Meier, damaliger Coach der NLA-Mannschaft vom BTV Luzern, sie entdeckt hatte, wechselte Bieri zum BTV. Dort spielte sie zwei Jahre und wurde dann in die Französische Ligue 1 zum VBC Riom  transferiert.
Nach einem Jahr kehrte sie wieder in die Schweiz zurück und spielte eine Saison beim VBC Voléro Zürich. Im August 2006 begann Bieri eine Lehre als Konstrukteurin und beendete ihre Karriere im Spitzensport. Von 2006 bis 2007 spielte sie beim Erstligaaufsteiger VBC Ebikon, ihrem Stammverein. Von Februar 2007 bis September 2013 studierte Bieri Grafik-Design in Melbourne, Australien. Mittlerweile lebt sie wieder in Luzern.